# Amor sin condiciones (telenovela)
 Amor sin condiciones fue una telenovela mexicana producida por TV Azteca en 2006, protagonizada por Mariana Ochoa y Alberto Casanova y con las participaciones antagónicas de Martha Cristiana y Desideria D'Caro.
Las grabaciones concluyeron el 13 de julio de 2006 en Cancún

## Sinopsis
María Paulina y Luis Manuel viven una historia de amor perfecta. Él, a pesar de ser un humilde mecánico, tiene grandes sueños porque su padrino, el padre Alberto, le ha inculcado desde pequeño el gusto por la música, de tal manera que la práctica diaria en el viejo piano de la parroquia lo ha convertido en un buen intérprete que quiere llegar a ser un gran concertista. Pero poco antes de la boda, Luis Manuel se queda sin trabajo y sin dinero, así que la boda se tiene que cancelar por el momento.
Luis Manuel no encuentra otra salida más que emigrar a la ciudad en busca de un trabajo que le permita regresar por María Paulina para cumplir su sueño de casarse. Luis Manuel llega a la ciudad con mucho ánimo, pensando que con un poco de suerte podrá salir adelante; sin embargo, lo que no se imagina es que su suerte llegará montada en un automóvil último modelo, ni que vendría personificada en Ximena Preciado-Mercenario, dueña de la cadena de hoteles más importante del país. Ximena tampoco se imaginó que conocería a un hombre como Luis Manuel: apuesto, caballeroso, sencillo y sobre todo carente de la malicia característica de los hombres con los que acostumbra salir. Para ella, él es el hombre perfecto. 
Al mismo tiempo, María Paulina sufre una pérdida irreparable: la muerte de Angélica, su madre. Ahora tiene que enfrentarse a la vida sola y hacerse cargo de su hermana menor, Andrea; una joven rebelde y ambiciosa que nada más piensa en su propio beneficio. El único consuelo de María Paulina son las cartas que le manda Luis Manuel, pero poco a poco, las cartas van dejando de ser frecuentes, pierden el carácter amoroso del principio y solo tienen malas noticias. 
Así pues, María Paulina decide reunirse con su prometido sin imaginar lo que le espera al llegar a la ciudad: Ximena ha logrado conquistar a Luis Manuel; prácticamente lo ha comprado convirtiéndolo en su Director de Relaciones Públicas y su próximo paso es casarse con él.
El dilema para Luis Manuel es muy grande; sigue amando a María Paulina, su corazón le dice que ella es el gran amor de su vida, pero ya no puede separarse de Ximena, pues perdería todo lo que ha conseguido. María Paulina y Ximena representan las dos caras del amor: puro y egoísta, tierno y pasional, desinteresado y ambicioso. Sin embargo, en esta historia, solo uno de ellos ha de triunfar.

## Elenco
- Mariana Ochoa .... María Paulina Carbajal
- Alberto Casanova .... Luis Manuel Fonseca
- Martha Cristiana .... Ximena Preciado-Mercenario
- Desideria D'Caro .... Vilma Montesinos Ligarde
- Fabián Corres .... Lisandro Preciado-Mercenario
- Alejandra Maldonado .... Paulina
- Adrián Carvajal .... Esteban Preciado-Mercenario
- Mercedes Pascual .... Doña Prudencia
- Josafeth Marquez .... Fernando Fonseca
- Rossana Nájera .... Andrea Carbajal
- Héctor Suárez Gomís .... Braulio
- Maritza Rodríguez .... Yesenia Zambrano
- Adrian Rubio .... Alexander
- Adriana Lizana .... Samotracia
- Aline Hernández .... Tony
- Elba Jiménez .... Juanita
- Eugenio Montessoro .... Erasmo
- Irene Arcila .... Angélica
- Iván Bronstein .... Amado
- Julio Alegría .... Yucateco
- Lisett Cuevas .... Mercedes
- Luis Alberto López .... Reynaldo
- Luis Enrique Parra .... Florencio
- Nubia Martí .... Coralia
- Rafael Montalvo .... Padre Alberto
- Raúl Osorio .... Luciano
- Wendy Braga .... Elisa
- Ximena Muñoz .... Lluvia

## Versiones
- Amor sin condiciones es un remake de la telenovela Secreto de amor, producida por Venevisión y Fonovideo en 2001, protagonizada por Scarlet Ortiz como María Clara y Jorge Aravena como Carlos Raúl y con las participaciones antagónicas de Aura Cristina Geithner como la malvada Bárbara y Astrid Gruber como Vilma y la participación estelar de Astrid Carolina Herrera como Yessenia.